# Przemysław Rogowski
Przemysław Rogowski (* 9. Februar 1980) ist ein polnischer Sprinter.
Przemysław Rogowski gewann bei den U23-Europameisterschaften 2001 in Amsterdam eine Bronzemedaille über 100 Meter und die Goldmedaille mit der polnische 4-mal-100-Meter-Staffel. Nachträglich wurde er auf Grund eines Dopingvergehens disqualifiziert und zwischen 2001 und 2003 gesperrt.
Bei den Leichtathletik-U23-Europameisterschaften 2001 gewann er Bronze über 100 m und mit der polnischen Mannschaft Gold in der 4-mal-100-Meter-Staffel.
2006 holte er mit der polnischen 4-mal-100-Meter-Stafette Silber bei den Leichtathletik-Europameisterschaften in Göteborg.

## Persönliche Bestzeiten
- 100 m: 10,40 s, 21. Juli 2006, Bydgoszcz
- 200 m: 21,04 s, 10. September 2004, Königs Wusterhausen